# Zeche Friedrich Thyssen

Die Zeche Friedrich Thyssen war ein Steinkohlen-Bergwerk in Duisburg. Sie wurde benannt nach Friedrich Thyssen (1804–1877), dem Vater von August Thyssen (1842–1926). 

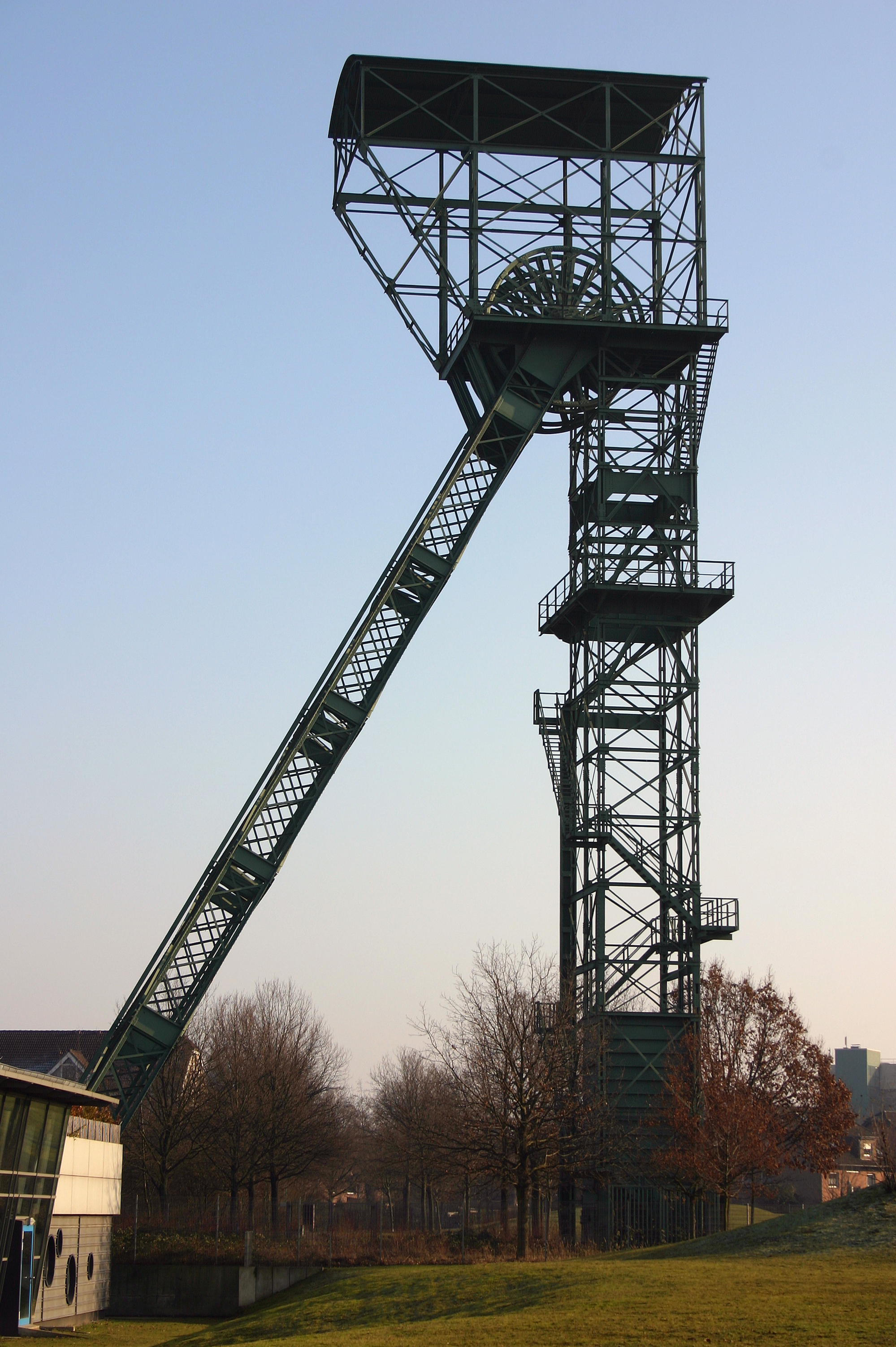
Fördergerüst von Schacht 6 der Zeche Friedrich Thyssen in Hamborn; heute ein Teilobjekt der Route der Industriekultur.

## Geschichte vor 1945
Das Bergwerk wurde 1919 als Betriebsgesellschaft der neu gegründeten Gewerkschaft „Friedrich Thyssen“ gegründet. Sie übernahm die Schachtanlagen Deutscher Kaiser 1/6, 2/5, 3/7 und 4 aus der aufgespaltenen Gewerkschaft Deutscher Kaiser.
Die einzelnen Schachtanlagen, deren Gesamtförderung im Ersten Weltkrieg zeitweise über 5 Mio. t Kohle jährlich betragen hatte, wurden als eigene Werksdirektionen weitergeführt. 1926 wurden sie der Gruppe Hamborn der Vereinigte Stahlwerke AG angegliedert.
Im Jahre 1922 wurde mit der Fortführung der Abteufarbeiten des gestundeten Schachtes 8 auf der Anlage Friedrich Thyssen 4 begonnen. Dieser ging 1925 in Betrieb; von nun an waren alle Thyssen-Schachtanlagen vollständige Doppelschachtanlagen.
Seit Anfang des 20. Jahrhunderts waren zusätzlich mehrere Nebenschächte in Betrieb, um Wetterführung und Wasserhaltung in den Grubenfeldern zu gewährleisten.
Von diesen Schächten war der Schacht Rönsbergshof im Jahre 1915 als eigenständiger Förderschacht ausgebaut worden. Er war bis 1931 eine eigenständige Förderanlage und wurde dann mit südlichen Feldesteilen an die markscheidende Zeche Westende abgegeben. Im Gegenzug verlagerte die Anlage Friedrich Thyssen 4/8 den Abbau schrittweise nach Nordosten. Zu diesem Zweck wurde der Schacht 5 der dort angrenzenden Zeche Neumühl übernommen und künftig als Außenschacht Wittfeld geführt.
1928 wurden die Schachtanlagen Friedrich Thyssen 1/6 im Jahre 1928 als Förderanlage stillgelegt. 1932, während der Weltwirtschaftskrise, wurde auch die Förderung auf Friedrich Thyssen 3/7 eingestellt.
Zugleich wurde die Schachtanlage Friedrich Thyssen 2/5 großzügig zur Zentralförderanlage ausgebaut. Schacht 2 erhielt ein neues, vollwandiges Strebengerüst zur Übernahme der Förderung in Großraumwagen. Die Schachtanlage Friedrich Thyssen 1/6 wurde der Anlage 2/5 als Seilfahrt- und Wetterschachtanlage zugeordnet. Gleichzeitig wurden die 1933 stillgelegte Zeche Wehofen und der frühere Wasserhaltungsschacht Pollmannshof als Außenanlage betrieben.
Die Schachtanlage Friedrich Thyssen 3/7 wurde als Außenanlage an die westlich angrenzende Zeche Beeckerwerth abgegeben.
Die Kokereien der Anlagen Friedrich Thyssen 3/7 und 4/8 wurden weiterbetrieben und zu Zentralkokereien ausgebaut.
Im Zweiten Weltkrieg wurde insbesondere die Schachtanlage 4/8 durch Bomben beschädigt. Über dem Schacht 4 wurde ein Fördergerüst errichtet, das baugleich mit dem über Schacht 8 war.

## Geschichte nach 1945
Nach dem Zweiten Weltkrieg wurde das Grubenfeldeigentum der Gelsenkirchener Bergwerks-AG entflochten. Die Thyssen-Schächte wurden der Hamborner Bergbau-AG zugeordnet und dort in der Untergesellschaft Friedrich Thyssen Bergbau-AG eigenständig betrieben. Ferner wurde die Kokerei Friedrich Thyssen 3/7 1953 endgültig an die August-Thyssen-Hütte abgetreten.
In der 1957/58 einsetzenden Kohlekrise entschloss sich die Friedrich Thyssen Bergbau-AG relativ frühzeitig zu drastischen Rationalisierungsmaßnahmen. Schacht 1 wurde 1956 verfüllt. 1959 wurde die Förderanlage Friedrich Thyssen 4/8 mit dem Nebenschacht Wittfeld auch wegen fehlender Wanderungsmöglichkeit komplett aufgegeben. Friedrich-Thyssen 4/8 war damit die erste Großschachtanlage, die im Zuge der Kohlekrise geschlossen werden sollte. Die Proteste bildeten den Anfang der großen Proteste gegen das Zechensterben, das sich bis in die 1990er Jahre hinzog.
Die Schächte von Friedrich Thyssen 4/8 wurden verfüllt und die Tagesanlagen wurden abgebrochen. Die Kokerei 4/8 wurde einstweilen weiterbetrieben.
Ende 1968 ging die Friedrich Thyssen Bergbau-AG in der neugegründeten Ruhrkohle AG auf. Das Bergwerk Friedrich Thyssen 2/5 mit den Schachtanlagen Thyssen 2/5 und 6, Wehofen 1/2 und die Kokerei Thyssen 4/8 gingen auf die Bergbau AG Oberhausen über.

## Stilllegung
Mitte der 1970er Jahre entschloss man sich zur Stilllegung, da die noch vorhandene Kohle nicht mehr wirtschaftlich abzubauen war. Außerdem hatte die erste Ölpreiskrise eine Rezession verursacht, deren Ende 1975 nicht abzusehen war.
1975 wurde eine Wasserlösungsstrecke zum benachbarten Bergwerk Walsum aufgefahren. Die Schächte Wehofen 1/2 wurden als Wasserhaltungsschachtanlage übergeben.
1976 wurde die Zeche Friedrich Thyssen 2/5 stillgelegt und 1977 die Kokerei Friedrich Thyssen 4/8.

## Heutiger Zustand
Von den Tagesanlagen dieser großen Schachtanlagen ist fast nichts erhalten. Lediglich das Schachtgerüst Friedrich Thyssen 6 ist als Industriedenkmal erhalten. Auf dem Gelände von Schacht 1/6 ist die „Agentur für Arbeit“ (Arbeitsamt) angesiedelt. An Schacht 1 befindet sich eine Anlage zur Grubengasverwertung. Auf dem Gelände der Kokerei Thyssen 4/8, das jahrzehntelang brach lag, befindet sich seit 2005 ein IKEA-Möbelhaus. Die beiden Schachtdeckel und der Zecheneingang sind noch vorhanden. 2015 sackte die Füllsäule im Schacht 4 um 15 Meter nach und musste danach saniert werden. Auch 2/5 liegt weiterhin brach. Das Gelände soll zu einer Parkanlage umgestaltet werden, die Arbeiten hierzu haben (Stand: Juni 2019) noch nicht begonnen. Einige Gebäude von 3/7 werden von ThyssenKrupp als Magazin oder als Büroräume weitergenutzt.
2017 gründete sich der Montanhistorik Schacht 4/8 e. V. um die letzten vorhandenen Reste der Schachtanlage Friedrich-Thyssen 4/8 einer sinnvollen Nutzung zuzuführen. Das zuvor entwendete Schild von Schacht 8 wurde erneuert. Verhandlungen um die Nutzung des Pförtnergebäudes scheiterten. Am 26. Februar 2019 beleuchtete der Verein das Fördergerüst von Schacht 6 zusammen mit dem Technischen Hilfswerk für einen Abend.

## Standorte
Die Schachtanlagen befanden sich an folgenden Stellen:
- Schachtanlage Friedrich Thyssen 1/6: 51° 29′ 39,7″ N, 6° 46′ 4,8″ O
- Schachtanlage Friedrich Thyssen 2/5: 51° 30′ 44,9″ N, 6° 44′ 48,3″ O
- Schachtanlage Friedrich Thyssen 3/7: 51° 29′ 23″ N, 6° 44′ 17,4″ O
- Schachtanlage Friedrich Thyssen 4/8: 51° 28′ 47,3″ N, 6° 45′ 50,8″ O
- Schachtanlage Wehofen 1/2: 51° 31′ 57,8″ N, 6° 45′ 36,4″ O